# James Rennell Rodd
James Rennell Rodd, I barone di Rennell (Londra, 9 novembre 1858 – 26 luglio 1941), è stato un diplomatico, politico e poeta britannico, unico figlio del maggiore James Rennell Rodd e di Elizabeth Anne, terza figlia del dottor Anthony Todd Thomson.

## Biografia
Rodd era l'unico figlio del maggiore James Rennell Rodd (1812–1892) e di sua moglie Elizabeth Anne Thomson, figlia del medico scozzese Anthony Todd Thomson. Dalla parte di suo padre, Rodd era parente del geografo e pioniero della oceanografia James Rennell.
Rodd venne educato all'Haileybury and Imperial Service College e al Balliol College dell'Università di Oxford, dove entrò in contatto con il circolo di Oscar Wilde. Wilde in seguito aiutò Rodd nella pubblicazione della sua prima raccolta di poesie: Rose Leaf and Apple Leaf, per la quale Wilde scrisse anche l'introduzione. Quando cominciò a diventare pubblico lo scandalo di Wilde, il rapporto d'amicizia tra lui e Rodd in seguito si congelò.
Edward Burne-Jones lo incoraggiò alla vita diplomatica e nel 1884 si trasferì prima a Berlino e poi ad Atene, nel 1888. Nel 1891 si trasferì a Roma ma nel 1892 venne inviato a Parigi, dove rimase poco tempo dopo la nomina a Sostituto commissario per l'Africa orientale britannica nel 1893 e responsabile della British Agency a Zanzibar.
Nel 1894 andò al Cairo e nel 1897 in Abissinia per organizzare un trattato con l'imperatore Menelik II d'Etiopia. Nel 1899, quale riconoscimento dei suoi contributi durante la crisi di Fascioda, Rodd fu inviato a Roma come ambasciatore dal 1908 al 1919. Il figlio Francis Rennell Rodd, maggior generale, fu capo del governo militare alleato in Sicilia (1943-1944).

## Persone legate a James Rennell Rodd
- Dominick Elwes
- Simon Elwes
- Evelyn Emmet
- Famiglia Mitford
- Nancy Mitford
- Francis Rodd
- Peter Rodd